# ICO (криптовалюты)
ICO, сокр. от Initial coin offering (читается Ай Си О, с англ. — «первичное предложение [размещение] монет») — форма привлечения инвестиций в виде продажи инвесторам фиксированного количества новых единиц криптовалют, полученных разовой или ускоренной генерацией. Встречается также форма «первичного предложения токенов». Помимо этого термин ICO часто заменяется словом «краудсейл».

## Понятия ICO, IPO и IEO
Термин «ICO» образован по аналогии с IPO (англ. Initial Public Offering — первичное публичное предложение акций). В начале 2019 года развитие получил способ привлечения инвестиций IEO — вариант ICO под контролем площадки обмена.
Основные отличия ICO от IPO:
- При ICO отсутствует на сегодняшний день государственное регулирование, характерное для IPO и любых других публичных финансовых и инвестиционных видов деятельности;
- Покупатели токенов и криптовалют могут иметь права, отличные от тех, которые есть у покупателей/владельцев акций. В частности, токены могут быть как дивидендными и давать право на участие в будущей прибыли компании, так и исключительно утилитарными, то есть дающими право обменять токены на услуги или товары компании;
- Криптовалютные компании, участвующие в IEO, проверяются биржей, и пользователь может быть, как минимум, уверен в том, что получит купленные токены.

Выбор в пользу утилитарных токенов зачастую мотивирован стремлением не попасть под определение «ценной бумаги», согласно Комиссии по ценным бумагам и биржам США («SEC»), которая использует Howey Test.
В отчёте от 25 июля 2017 года Комиссия по ценным бумагам и биржам США («SEC») считает, что ICO для виртуального инвестиционного фонда The DAO была продажей ценных бумаг.
Вопрос регулирования уже активно обсуждается на всех возможных уровнях.

## Pre-ICO
Pre-ICO — это предварительная продажа токенов, позволяющая предпринимателям собрать средства до момента проведения официальной ICO кампании. Как правило, в ходе Pre-ICO токены продаются по заниженной стоимости.

## ICO и краудфандинг
ICO является одной из форм крауд-финансирования, — коллективного финансирования. 

## Связь с криптовалютами и технологией блокчейн
Понятие ICO неразрывно связано с криптовалютами и технологией блокчейн, являющейся реплицированной распределённой базой данных. ICO реализуется в виде предварительной эмиссии компанией своей криптовалюты вне процедур майнинга или форжинга и распределении данной эмиссии среди заинтересованных лиц. Единицы продаваемой криптовалюты в профессиональном сообществе называются как монетами, так и токенами. Раньше выпускаемые криптовалюты обменивались в основном на биткойны. Позже к биткойну в качестве средства оплаты токенов добавился эфир блокчейн-платформы Ethereum. Биткойны и эфиры обладают высокой ликвидностью, чего обычно нет у новой криптовалюты. Таким образом, для получения средств на свой проект эмитенту нет необходимости добиваться для новой криптовалюты популярности, достаточно убедить инвесторов в эффективности своего проекта и гарантировать выкуп у них новой криптовалюты через некоторое время.

## История
Первым ICO в истории стало размещение токенов для проекта Mastercoin в 2013 году, собравшее 5 млн долларов. К маю 2018 года, согласно данным портала coinmarketcap.com, в обороте находится свыше 1600 криптовалют. К этому количеству нужно добавить те, которые уже размещаются, но ещё не вышли на площадки обмена. Капитализация рынка криптовалют составляет на начало июля 2017 года свыше 90 млрд долларов при существенном доминировании биткойна (свыше 40 млрд долларов) и Ethereum (свыше 25 млрд долларов).
1 июля 2017 года компания Block.one объявила о привлечении 185 млн долл. за первые пять дней размещения своих токенов EOS. Это на данный момент новый рекорд после привлечения в июне 150 млн долл. фондом Bprotocol при размещении токенов Bancor.
ICO как инструмент привлечения инвестиций активно осваивается не только IT-компаниями, но и «реальным сектором»: в апреле 2017 года было осуществлено ICO фермы «Колионово», в ходе которого был получен 401 биткойн, что эквивалентно более 500 тыс. долл[значимость факта?]. Ещё на одной криптоплатформе — Waves — находятся в обороте токены ZrCoin, выпущенные одним из российских производителей диоксида циркония. В июле 2017 года была запущена первая платформа для токенизации людей TokenStars, которая позволяет вкладывать в успех знаменитостей: спортсменов, актеров, музыкантов и др.
Аналитическая группа Smith + Crown утверждает, что в 2017 году количество ICO практически удвоилось по сравнению с 2016 годом (от 1,5 размещения в неделю до 2,75). При этом заметно растут объёмы привлеченных средств: наряду с сотнями проектов, привлекающих от нескольких сотен тысяч до нескольких миллионов долларов, на рынок выходят компании, размещения которых привлекли сотни миллионов долларов (например, Status Research & Development GmbH, Switzerland, разместил токены Status Network Token (SNT) на сумму 95 млн долларов, ещё более успешными стали размещения токенов EOS и Bancor).

## Регулирование ICO
В середине 2017 года Комиссия по ценным бумагам и биржам США (SEC) опубликовала разъяснения по поводу ICO и их рисков и сравнением с традиционными методами инвестирования. Комиссия подчеркнула, что данная технология может использоваться для предоставления честных и законных инвестиционных возможностей, и предложила регулировать размещения в соответствии с законом США Securities Exchange Act 1934 года, в частности, регистрировать предложение и продажу токенов в SEC.
4 сентября 2017 года семь китайских финансовых регуляторов официально запретили все ICO в Китайской народной республике, требуя, чтобы выручка от всех уже прошедших ICO была возмещена инвесторам, иначе нарушитель будет «сурово наказан согласно закону». Это действие со стороны китайских регуляторов привело к большим распродажам и понижению курса большинства криптовалют. До этого запрета, ICO привлекли эквивалент почти 400 млн долл. приблизительно от 100 тысяч инвесторов.
Однако, неделю спустя китайский финансовый чиновник заявил по китайскому национальному телевидению, что запрет на ICO носит лишь временный характер, до тех пор пока не появятся правила и стандарты, регулирующие ICO.
ICO запрещены и в Южной Корее на законодательном уровне. При этом 8 марта 2018 года в издании The Korea Times появилось сообщение о том, что власти страны планируют легализовать ICO, объясняя это необходимостью продвижения технологий на базе Блокчейна.
В сентябре 2017 года Комиссия по ценным бумагам и инвестициям Австралии (ASIC) опубликовала руководство по юридическим обязанностям для компаний, которые организуют ICO.
В 2017 году стали появляться рейтинговые агентства (Digrate, ICOrating, Cryptodiffer) со своими методиками оценки проектов due diligence, направленные на саморегулирование процессов и правил проведения ICO.
4 декабря 2017 года Комиссия по ценным бумагам и биржам США (SEC) впервые вмешалась и остановила проведение ICO проекта PlexCorps, а 8 декабря канадский суд приговорил организатора Доминика Лакруа к 2 месяцам тюремного заключения.
В Республике Беларусь 28 марта 2018 года вступил в силу декрет, разрешающий проведение ICO для резидентов ПВТ.
30 января 2018 года в официальном блоге компании Facebook было опубликовано сообщение о запрете рекламы всех криптовалют, ICO и бинарных опционов;
26 июня в блоге компании опубликовали обновленные правила размещения рекламных объявлений, которые разрешают продвижение криптовалют и связанного с ними контента от заранее одобренных рекламодателей. При этом запрет на размещение ICO и бинарных опционов сохранится.
В марте 2018 года компания Google в своем официальном блоге анонсировала запрет на рекламу криптовалют и любого связанного с этим контента. Запрет вступил в силу в июне 2018 года.